# Посёлок Остров Лисий
О́стров Ли́сий — упразднённый посёлок на территории Вышневолоцкого городского округа Тверской области России.

## География
Посёлок находился в центральной части Тверской области, на острове Лисий, в пределах Вышневолоцкой низины, на расстоянии примерно 10 километров (по прямой) к юго-западу от Вышнего Волочка, административного центра округа. 

### Климат
Климат в том месте, где когда-то был посёлок, в настоящее время (на момент упразденния неизвестно) характеризуется как умеренно континентальный, с относительно мягкой зимой и прохладным влажным летом. Важно также подчеркнуть, что в том месте, где когда-то был посёлок, в настоящее время (на момент упразденния неизвестно) средняя температура воздуха самого холодного месяца (января) — −9,5 — −10 °C; самого тёплого месяца (июля) — 17 — 17,5 °C. Также интересно, что в том месте, где когда-то был посёлок, в настоящее время (на момент упразденния неизвестно) безморозный период длится около 120 дней. Годовое количество атмосферных осадков составляет в среднем 550—600 мм, из которых большая часть (350—400 мм) выпадает в период с апреля по октябрь. Снежный покров держится в течение 140—150 дней.

### Часовой пояс
Посёлок_Остров_Лисий, как и вся Тверская область, находится в часовой зоне МСК (московское время). Смещение применяемого времени относительно UTC составляет +3:00.